# Estúpido Cupido
Estúpido Cupido es una telenovela chilena dirigida por Vicente Sabatini y emitida por Televisión Nacional de Chile desde el 13 de marzo hasta el 16 de agosto de 1995. Es una adaptación de Jorge Marchant, Hugo Morales y Víctor Carrasco de la telenovela brasileña homónima de Mário Prata. La historia transcurre durante 1962 en un pueblo ficticio llamado San Andrés donde se descubre un depósito de petróleo, y que además, recibe nuevos habitantes que rompen con la monotonía conservadora. 
Es protagonizada por Claudia Di Girolamo, Francisco Reyes, Carolina Fadic y Álvaro Rudolphy. Esta telenovela recibió altos índices de audiencia y críticas generalmente positivas a su dirección, ambientación, banda sonora y actuaciones. Además fue ganadora de tres Premios APES en 1995, en sus principales categorías, y dos Premios TV Grama. Estúpido Cupido contó con varios personajes que son recordados en Chile hasta la actualidad como la Hermana Angélica que solía pasearse por el pueblo en una motocicleta, e Isabel Margarita, una adolescente problemática que es hija del alcalde.

## Argumento
Octavio Dublé (Luis Alarcón) es el edil del pueblo de San Andrés, quien es influenciado por su distinguida y caprichosa mujer Luz Arlegui (Yael Unger). Además San Andrés está bajo de la fuerte influencia de la Iglesia Católica, en donde se encuentran dos establecimientos educacionales: Santa Paula para damas dirigido por la Madre Undurraga (Delfina Guzmán) y San Gerónimo para varones dirigido por el Padre Urbistondo (Eduardo Barril). 
En San Andrés vive Mónica Tagle (Carolina Fadic), una bella joven que toma una opción distinta a las ofrecidas en esta época para la mujer, dentro de esto, casarse o ser religiosa no eran sus opciones, por lo que se inscribe a un concurso de belleza y logra ser Miss San Andrés, entrando a directa competición por ser Miss Chile. Sin embargo esto la separa de su relación con su primer novio, Ricardo Campino (Álvaro Morales), uno de los motoqueros del pueblo, hijo del dueño del club Alfonso Campino (Alejandro Castillo).
Ante esto, se le permite conocer a quien sería su gran amor, el geólogo Aníbal Donoso (Álvaro Rudolphy), el cual está de paso en el pueblo por el descubrimiento de petróleo. Este galán también es pretendido por Isabel Margarita Dublé (Claudia Burr), la caprichosa hija del alcalde del pueblo, quién ideará todo tipo de trucos y artimañas para salirse con la suya. 
Por otra parte, el pueblo se asombra con la llegada de la Hermana Angélica (Claudia Di Girolamo), una monja con una extrovertida personalidad, que escandaliza al pueblo con sus paseos en motoneta y modernas costumbres. Su confusión se genera cuando comienza a sentir una atracción hacia Jaime Salvatierra (Francisco Reyes), el locutor de la radio Compañía, quien se enamora de la religiosa.

## Reparto
- Claudia Di Girolamo como Hermana Angélica Lazcano.[4]
- Francisco Reyes como Jaime Salvatierra.[5]
- Carolina Fadic como Mónica Tagle Buzeta.[6]
- Álvaro Rudolphy como Aníbal Donoso Arrieta.[7]
- Silvia Piñeiro como Carlota Meza.
- Yael Unger como Luz Arlegui.
- Luis Alarcón como Octavio Dublé.
- Delfina Guzmán como Madre Asunción Undurraga.
- Eduardo Barril como Padre Ambrosio Urbistondo.
- Consuelo Holzapfel como Virginia Buzeta.
- Alejandro Castillo como Alfonso Campino.
- Patricia Rivadeneira como Gloria Manterola.
- Mauricio Pešutić como Padre Xavier Benítez.
- Ana Reeves como Hermana Rebeca Órdenes.
- José Soza como Waldo Retamales.
- Anita Klesky como Matilde Meza.
- Amparo Noguera como Marta Davis.
- Alejandra Fosalba como Gabriela Buzeta Morel.
- Remigio Remedy como Sergio Torrealba.
- Claudia Burr como Isabel Margarita Dublé Arlegui.[8]
- Álvaro Morales como Ricardo Campino Romero.
- Valentina Pollarolo como Pamela Godoy Manterola.
- Tamara Acosta como Marisol Tagle Buzeta.
- Pablo Schwarz como Gonzalo Tagle Buzeta.
- Felipe Braun como Daniel Meza Fernández.
- Juan Pablo Bastidas como Marcelo Godoy Manterola.
- Óscar Hernández como Pancracio Carmona.
- Fernando Larraín como Guillermo Sandoval.
- Ximena Rivas como Felicia Manzano.
- Francisco Melo como Peter O'Kelly.[9]
- Carola Fredes como Lidia Moreno.
- Mario Montilles como Raimundo Campino.
- Mireya Véliz como Hermana Guadalupe Durán.
- Jorge Hevia Cristino como Benjamín Campino Romero.

## Banda sonora
La banda sonora de la telenovela fue ampliamente promocionada, incluso antes de salir la serie al aire. Una de las novedades hasta ese momento era que la banda sonora traería dos discos, con grandes éxitos de los años 50 y 60. Posteriormente y debido al éxito de la teleserie salió al mercado una segunda colección llamada "Éxitos bajo las estrellas".

### Las canciones deEstúpido Cupido
Disco Volumen 1
1. «Medley» - Habitantes de San Andrés (tema central) Incluye «Caprichito», «El twist del esqueleto», «Caramelo de menta», «Difícil» y «Bienvendo amor».
2. «Twilight Time» - The Platters (tema de Aníbal y Mónica)
3. «Venus» - Frankie Avalon (tema de Ricardo y Mónica)
4. «At the Hop» - Danny & the Juniors
5. «Presumida» - Rock's de los 60's
6. «Little Darlin'» - The Diamonds
7. «Penas juveniles» - Luis Dimas
8. «I'm Sorry» - Timi Yuro
9. «El rock de la cárcel» - Rock's de los 60's (incidental)
10. «Are You Lonesome Tonight?» - Rock's de los 60's (tema de Jaime)
11. «Eres exquisita» - Los Ramblers (tema de Felicia)
12. «Smoke Gets in Your Eyes» - The Platters (tema de Alfonso y Virginia)
13. «Rock Around the Clock» - Bill Haley & His Comets (incidental)
14. «Honey Comb» - Jimmie Rodgers
15. «Difícil» - Alan y sus Bates (incidental)
16. «Lollipop» - Bobby Vee (tema de Benjamín)
17. «Be-Bop-A-Lula» - Gene Vincent (tema de Isabel Margarita)
18. «Teen Angel» - Mark Dinning
19. «Poor Little Fool» - Ricky Nelson
20. «Will You Love Me Tomorrow» - The Shirelles (incidental)
21. «El Twist del Esqueleto» - Óscar Arriagada y sus Dixon (tema de Waldo)
22. «All I Have to Do Is Dream» - The Everly Brothers (tema de Daniel y Gloria)
23. «Tutti Frutti» - Little Richard (incidental)
24. «The Letter» - The Box Tops

Disco Volumen 2
1. «Medley» - Habitantes de San Andrés (tema central) Incluye «Caprichito», «El twist del esqueleto», «Caramelo de menta», «Difícil» y «Bienvendo amor».
2. «Stupid Cupid» - Connie Francis (tema de la Hermana Angélica)
3. «Lonely Teardrops» - Jackie Wilson
4. «Popotitos» - Rock's de los 60's
5. «Blue Suede Shoes» - Carl Perkins
6. «El baile de la baldosa» - Rafael Peralta
7. «Rockin' Robin» - Bobby Day
8. «Red River Rock» - Johnny and the Hurricanes
9. «Vida mía» - The Carr Twins
10. «Tequila» - The Champs (tema de Waldo y Pancracio)
11. «Poetry in Motion» - Johnny Tillotson
12. «It's All in the Game» - Tommy Edwards (tema de Marcelo y Marisol)
13. «Entre la Arena y el Mar» - Peter Rock
14. «El rock del mundial» - Los Ramblers (incidental)
15. «Sleep Walk» - Santo and Johnny
16. «Caprichito» - Luis Dimas
17. «Breaking Up Is Hard to Do» - Neil Sedaka
18. «Runaround Sue» - Dion
19. «Prende una mechita» - The Ramblers (incidental)
20. «América» - Trini López (incidental)
21. «Blue Moon» - The Marcels (tema de los jóvenes)
22. «You're Sixteen» - Johnny Burnette
23. «The Loco-Motion» - Little Eva
24. «Let's Twist Again» - Chubby Checker (incidental)
25. «Runaway» - Del Shannon

### Edición«Éxitos bajo las estrellas»
Disco Volumen 1
1. «Only You» - The Platters
2. «No toques esa canción» - Los Ramblers
3. «Happy Organ» - Dave "Baby" Cortez
4. «Wolly Bully» - Sam the Sham and the Pharahons
5. «The Twist» - Chubby Checker
6. Medley: «Hey Little Devil/Happy Birdthay/Calendar Girl» - Neil Sedaka
7. «Please Love Me Forever» - Tommy Edwards
8. «See You Later, Alligator» - Bill Haley & His Comets
9. «Good Golly, Miss Molly» - Little Richard
10. «Handyman» - Jimmy Jones
11. «It's Only Make Believe» - Conway Twitty
12. «Me recordarás» - Luis Dimas
13. «Cradle of Love» - Johnny Preston
14. «What I'd Said» - Carl Perkins
15. «Mother in Law» - Ernie K. Doe
16. Medley: «Put Your Hand on my Shoulder/I'm Just a Lonely Boy/You're my Destiny» - Paul Anka
17. «Recuerdos del verano» - Alan y sus Bates
18. «When a Man Loves a Woman» - Percy Sledge
19. «Only Love Can Break a Heart» - Gene Pitney
20. «Sabor a sal» - Gloria Aguirre

Disco Volumen 2
1. «Limbo Rock» - Chubby Checker
2. «Tonight's the Night» - Shirelles
3. «Hurt» - Timmy Yuro
4. «Blueberry Hill» - Fats Domino
5. «Long Tall Sally» - Little Richard
6. «Buen rock esta noche» - Rock's de los 60's
7. «Verónica» - Danny Chilean
8. «Visión de otoño» - Los Blue Splendor
9. «Let It Be Me» - Everly Brothers
10. «Shout» - Joey Dee and the Starlighters
11. «I'm Gonna Knock Your Door» - Eddie Hodges
12. «Baby It's You» - Shirelles
13. «All Alone Am I» - Timmy Yuro
14. «Love Potion Nº9» - The Clovers
15. «Razzle Dazzle» - Bill Haley & His Comets
16. «Oh, Carol» (en vivo) - Neil Sedaka
17. «Hello Mary Lou» - Ricky Nelson
18. «Tú cambiarás» - Marisa
19. «Pretty Blue Eyes» - Steve Lawrence
20. «It's Now or Never» - Rock's de los 60's
21. «Silhouettes» - The Diamonds
22. «Reet Petite» - Jackie Wilson
23. «Whole Lot Of Shakin' Going On» - Jerry Lee Lewis

Otros temas no incluidos en los discos
1. «Hit the Road Jack» - Ray Charles (incidental)
2. «School Days» - Chuck Berry (tema de los alumnos del San Jerónimo)
3. «Crazy Love» - Paul Anka (tema de Marta)
4. «Una cruz» - Marco Aurelio (tema de Octavio y Matilde)
5. «All Shook Up» - Elvis Presley (incidental)
6. «Falling in Love With You» - Elvis Presley
7. «Caramelo de menta» - Lalo Valenzuela (incidental)
8. «You Mean Everything to Me» - Neil Sedaka
9. «Tanto Control» - Connie Francis (tema de Isabel Margarita)
10. «Margarita» - Carlos Contreras (tema de Gonzalo Tagle e Isabel Margarita)
11. «Speedy Gonzales» - Pat Boone

## Premios

### Premios APES
- Mejor teleserie
- Mejor actor - Luis Alarcón
- Mejor actriz - Jael Unger

### Premios TV Grama
- Mejor teleserie
- Mejor actriz - Claudia Di Girolamo
- Mejor actor - Francisco Reyes

## Emisión internacional
- Ecuador: SíTV.
- Perú: ATV.

## Retransmisiones
Estúpido Cupido fue retransmitida por la señal nacional de TVN en 1999 y 2003.